# Insulina lispro
Insulina lispro – analog insuliny ludzkiej o krótkim czasie działania. Jego preparat jest stosowany w postaci wstrzyknięć w leczeniu cukrzycy.
Modyfikacja dokonana w insulinie lispro w porównaniu z insuliną ludzką polega na zamianie miejscami aminokwasów proliny i lizyny, które znajdują się w pozycjach B28 i B29. Powoduje to powstawanie słabszych połączeń między cząsteczkami insuliny z tworzeniem dimerów czy heksamerów, co skutkuje szybszym wchłanianiem z tkanki podskórnej.

Porównanie czasu działania określonych typów insulin.

Profil farmakodynamiczny insuliny lispro charakteryzuje się szybszym i krótszym działaniem. Początek po 15 min od podania podskórnego, szczyt między 40-60 min, koniec po 3-5 godzinach.
Poza standardowym podawaniem za pomocą wstrzykiwaczy insulina lispro jest główną insuliną podawaną w pompach insulinowych.

## Preparaty handlowe
- Humalog (Eli Lilly)[1]
- Insulin Lispro Sanofi (Sanofi)[2]
- Liprolog (Eli Lilly)[3]